# Giovanni Giuriati
Giovanni Battista Giuriati, né le 4 août 1876 à Venise et mort le 6 mai 1970 à Rome, est un homme politique italien, président de la Chambre des députés et plusieurs fois ministre pendant la période fasciste.

## Biographie
Fils de Domenico Giuriati, avocat et député de la gauche historique, et de Giovanna Bigaglia, il grandit dans une famille aux forts sentiments patriotiques.
En 1903, il devient membre de l'association Trento e Trieste, dont il est nommé président en 1913. En 1908, il obtient une licence en droit à l'université de Padoue et devient ensuite avocat. Partisan de l'Association nationaliste italienne, en 1915, avec quelques irrédentistes italiens vivant dans l'Empire austro-hongrois, il aide la population d'Avezzano, frappée par un tremblement de terre. En avril de la même année, il participe comme volontaire à la Première Guerre mondiale, dans laquelle il est impliqué dans trois épisodes importants : le 21 novembre, il est blessé à Oslavje et décoré d'une médaille d'argent de la valeur militaire ; le 22 mai 1917, il est promu major (maggiore) pour mérites de guerre et le 19 août de la même année, blessé à nouveau à Bainsizza (voir la bataille de la Bainsizza, il reçoit une deuxième médaille d'argent.
Réformé à la fin du conflit, il retourne dans la lagune et reprend son activité juridique mais, en 1919, il suit Gabriele D'Annunzio dans l'Entreprise de Fiume, dont il est chef de cabinet, et un an plus tard, il plaide la cause fiumaise à la conférence de paix de Paris. Comme D'Annunzio et de nombreux légionnaires fiumais, il est membre de la franc-maçonnerie. Après le traité de Rapallo, il adhère à l'idée de la Victoire mutilée et rejoint les Faisceaux italiens de combat (Fasci italiani di combattimento) en 1919. Il est élu député en 1921 et adhère au Parti national fasciste (Partito Nazionale Fascista - PNF). Après la Marche sur Rome d'octobre 1922, à laquelle il participe en tant qu'inspecteur général de la IVe zone, il entre dans le gouvernement Mussolini comme ministre des Terres libérées de l'ennemi (1922-1923) puis ministre sans portefeuille (1923-1924). Il est également président du Conseil supérieur de l'émigration (1923-1924) et commissaire du gouvernement pour la liquidation des biens des anciens ennemis (1923-1924) et est réélu député en 1924. Il est ensuite chargé de la mission de la croisière commerciale du navire Italia en Amérique du Sud.
En 1925, il est ministre des Travaux publics, poste qu'il quitte lorsque, après avoir été confirmé aux élections de 1929, il est élu président de la Chambre des députés le 29 avril 1929. En tant que ministre des Travaux publics, il préside à Bergame une conférence promouvant l'autoroute Turin-Trieste .
Le 24 septembre 1930, il ajoute à ce poste celui de secrétaire national du PNF, dans lequel il est toutefois remplacé en décembre 1931 par Achille Starace. Le remplacement du secrétaire est principalement dû à la purge aveugle dans les rangs des membres du parti (120 000 exclus) et aux contrastes avec l'Église sur l'Action catholique. En même temps, tout comme son prédécesseur dans le parti Augusto Turati, il est accusé de pédérastie, indirectement, pour avoir protégé un de ses amis député homosexuel qui occupait le poste de secrétaire des questeurs de la Chambre. En janvier 1934, il décide de ne pas se représenter à la Chambre, malgré la demande de Mussolini lui-même, refusant également la nomination d'ambassadeur à Berlin. En février 1934, il cesse d'être membre du Grand Conseil du fascisme, mais la même année (le 1er mars), il est nommé sénateur, se consacrant à la profession d'avocat.
En 1941, pendant la Seconde Guerre mondiale, il est président de la commission législative des forces armées du Sénat. Le 26 février 1943, à l'âge de 67 ans, il est nommé général de brigade de la réserve. Après le 8 septembre 1943, il s'installe à Cortina d'Ampezzo : Alessandro Pavolini et Guido Buffarini Guidi lui proposent de devenir le nouveau ministre des Affaires étrangères de la République sociale italienne, mais il préfère refuser.
En juillet 1944, il est déclaré inéligible en tant que sénateur du Royaume. Après la fin de la Seconde Guerre mondiale, il est jugé pour avoir soutenu le fascisme, mais il est acquitté (1947) : à partir de ce moment-là, il s'installe à Rome, sans plus s'occuper de politique.
Il décède en 1970 à Rome.

## Décorations honorifiques
- Chevalier de l'ordre suprême de la Très Sainte Annonciade - 1932
- Chevalier grand-croix de l'ordre des Saints-Maurice-et-Lazare - 11 juin 1925
- Grand officier de l'ordre des Saints-Maurice-et-Lazare - 7 juin 1923
- Chevalier de grand-croix de l'ordre de la Couronne d'Italie - 30 décembre 1923
- Grand officier de l'ordre de la Couronne d'Italie - 17 décembre 1922
- Chevalier de l'ordre de la Couronne d'Italie - 2 mai 1918
- 2 médailles d'argent de la valeur militaire
- Médaille commémorative de la guerre italo-autrichienne 1915-1918 (campagne de 4 ans)
- Médaille commémorative de l'Unité italienne
- Médaille italienne de la Victoire interalliée
- Médaille du mérite pour le tremblement de terre d'Avezzano de 1915
- Médaille du mérite pour les volontaires de la guerre italo-autrichienne 1915-1918

## Ouvrages
- La vigilia. (gennaio 1913 - maggio 1915), 1930
- Il duca d'Aosta cittadino della riscossa italica, 1931
- Con D'Annunzio e Millo in difesa dell'Adriatico, 1954
- La parabola di Mussolini nei ricordi di un gerarca, Laterza, Bari, 1981.